# Kernkraftwerk Xudabao
Das Kernkraftwerk Xudabao (bzw. Xudabu oder Xudapu, chinesisch 徐大堡核电站, Pinyin Xúdàbǎo Hédiànzhàn) ist ein in Bau befindliches Kernkraftwerk in der kreisfreien Stadt Xingcheng, bezirksfreie Stadt Huludao, Provinz Liaoning, Volksrepublik China, das am westlichen Ufer der Liaodong-Bucht liegt. Mit Stand Juli 2024 sind vier Reaktorblöcke mit einer geplanten installierten Nettoleistung von insgesamt 4,4 GW in Bau.
Das Kraftwerk soll in drei Bauphasen errichtet werden; jede Phase besteht dabei aus zwei Reaktorblöcken. Im Endausbau soll es also aus sechs Blöcken bestehen. Ursprünglich waren sechs Reaktoren des Typs AP1000 bzw. CAP1000 geplant. Die Kosten für die Errichtung werden mit 110 Mrd. CNY (bzw. 16 17 oder 18 Mrd. USD) angegeben.

## Geschichte
Mit ersten vorbereitenden Arbeiten auf dem zukünftigen Kraftwerksgelände wurde im November 2010 begonnen. Im Januar 2011 gab die Staatliche Kommission für Entwicklung und Reform ihre Zustimmung zu dem Kraftwerksprojekt; nach der Nuklearkatastrophe von Fukushima wurde der Genehmigungsprozess für neue Kernkraftwerke aber unterbrochen. Die National Nuclear Safety Administration (NNSA) gab ihre Zustimmung zur Errichtung der Blöcke 1 und 2 im April 2014; diese wurde im September 2014 und erneut im Dezember 2015 durch die NNSA bestätigt. Im Juni 2018 gab Rosatom bekannt, dass es vier Reaktoren des Typs VVER-1200 in China errichten werde, zwei davon in Xudabao. China National Nuclear Corporation und Rosatom schlossen im Juni 2019 einen Vertrag zur Errichtung der Blöcke 3 und 4.

## Phase 1
Phase 1 umfasst die Errichtung von zwei Reaktorblöcken mit jeweils einem Druckwasserreaktor (DWR) des Typs AP1000. Der Vertrag für die Errichtung der beiden Blöcke wurde am 10. Oktober 2016 unterzeichnet. Am 31. Juli 2023 gab der Staatsrat der Volksrepublik China seine Zustimmung zum Bau der beiden Blöcke. Im November 2023 begannen die Bauarbeiten am Reaktorblock 1.
Mit dem Bau von Block 2 wurde am 19. Juli 2024 begonnen.

### Block 1
Errichtet wird ein DWR vom Typ CAP1000 mit einer Netto- bzw. Bruttoleistung von 1000 bzw. 1290 MWe; seine thermische Leistung soll bei 2905 MWt liegen.

### Block 2
Block 2 soll Block 1 entsprechen. 

## Phase 2
Phase 2, die vor Phase 1 begann, umfasst die Errichtung von zwei Reaktorblöcken mit jeweils einem DWR des Typs VVER-1200/V491. Der VVER-1200 ist für eine Betriebsdauer von 60 Jahren ausgelegt. Die Gesamtkosten für die Phase 2 werden auf ca. 8 Mrd. USD geschätzt; der Auftragswert für Rosatom wird mit 1,7 Mrd. USD angegeben. Die Blöcke 3 und 4 sollen 2027 bzw. 2028 in Betrieb gehen; sie sollen dann jährlich zusammen 18 Mrd. kWh erzeugen.

### Block 3
Errichtet wird ein DWR vom Typ VVER-1200/V491 mit einer Netto- bzw. Bruttoleistung von 1200 bzw. 1274 MWe; seine thermische Leistung soll bei 3200 MWt liegen.
Mit seinem Bau wurde am 28. Juli 2021 begonnen.

### Block 4
Block 4 soll Block 3 entsprechen.
Mit seinem Bau wurde am 19. Mai 2022 begonnen.

## Eigentümer
Das Kraftwerksprojekt wird durch die China Nuclear Power Engineering Company (CNPEC) durchgeführt. Laut IAEA und www.nsenergybusiness.com ist das Kraftwerk im Besitz der China National Nuclear Corporation (CNNC), laut www.neimagazine.com, www.world-nuclear.org und www.world-nuclear-news.org dagegen im Besitz der Liaoning Nuclear Power Company Limited (LNPC). Das Kraftwerk wird von der LNPC betrieben.
LNPC ist ein Joint Venture, an dem die CNNC mit 70 %, die China Datang Corporation mit 20 % und die State Development and Investment Corporation mit 10 % beteiligt sind.

## Daten der Reaktorblöcke
Im Kernkraftwerk Xudabao sind drei Blöcke in Bau, ein weiterer Block ist genehmigt (Quelle: IAEA, Stand: August 2023):
| Block | Reaktortyp | Modell         | Status | Netto- leistung in MWe (Design) | Brutto- leistung in MWe | Therm. Leistung in MWt | Baubeginn  | Erste Kritikalität | Erste Netzsyn- chronisation | Kommer- zieller Betrieb | Abschal- tung | Einspeisung in TWh |
| ----- | ---------- | -------------- | ------ | ------------------------------- | ----------------------- | ---------------------- | ---------- | ------------------ | --------------------------- | ----------------------- | ------------- | ------------------ |
| 1     | PWR        | CAP1000        | In Bau | 1000                            | 1290                    | 2905                   | 15.11.2023 | –                  | –                           | –                       | –             | –                  |
| 2     | PWR        | CAP1000        | In Bau | 1000                            | 1290                    | 2905                   | 19.07.2024 | –                  | –                           | –                       | –             | –                  |
| 3     | PWR        | VVER-1200/V491 | In Bau | 1200                            | 1274                    | 3200                   | 28.07.2021 | –                  | –                           | –                       | –             | –                  |
| 4     | PWR        | VVER-1200/V491 | In Bau | 1200                            | 1274                    | 3200                   | 19.05.2022 | –                  | –                           | –                       | –             | –                  |